# Facultad de Medicina de la Universidad Autónoma de Yucatán
La Facultad de Medicina de la Universidad Autónoma de Yucatán es una de las 15 facultades de la Universidad Autónoma de Yucatán. Se encuentra ubicada en el Campus de Ciencias de la Salud junto con las facultades de Enfermería y Odontología.

## Historia

### Fundación
En febrero de 1833 llegó a Yucatán el médico nicaragüense Ignacio Vado Lugo, egresado de la Universidad de Guatemala, con doctorado de la escuela de medicina de París, quien se encontraba ejerciendo en La Habana y planeaba trasladarse a la Ciudad de México, sin embargo, por falta de comunicación con el puerto de Veracruz, tuvo que desembarcar en Sisal. Poco después de desembarcar, el exgobernador de Yucatán José Segundo Carvajal y el boticario Domingo Espejo, convencieron a Vago Lugo de establecerse en Mérida para ejercer e impartir la medicina, y que no se encontraba en un lugar sin conocidos, pues Tomás O'Horán, expresidente de la recién surgida República de Guatemala, se encontraba en Mérida, con quien Vado Lugo se reuniría más tarde.
El 10 de junio de 1833, por decreto constitucional del estado de Yucatán durante el gobierno de Tiburcio López Constante, se promulgó la creación de una "Escuela de Cirugía práctica y Medicina" como parte de la Universidad del Estado.
Tras las elecciones del 25 de septiembre de 1833, el recién electo gobernador Juan de Dios Cosgaya, promulgó el reglamento del régimen interior de la Escuela de Medicina el 28 de octubre; dos días después, el 30 de octubre, se expidió un decreto designándose catedrático al Dr. Ignacio Vado Lugo, quien realizó la ceremonia de toma de posesión el 1 de noviembre. Una vez que las actividades de la Escuela de Medicina dieron inicio, se fijó la duración de las mismas, con un programa que duraba cuatro años para obtener el título de bachiller y estar facultado para ejercer la profesión fuera de Mérida, dos años más en prácticas en el Hospital para obtener el grado de licenciado y tres años de ejercicio como licenciado para el título de doctor.

## Oferta académica

### Licenciaturas
- Médico Cirujano.[9]
- Nutrición.[10]
- Rehabilitación.[11]

### Posgrados

#### Diplomados
- Diplomado "Principios Científicos del Entrenamiento Deportivo".[12]

#### Especialidades
| - Especialidad en Medicina del Deporte. - Especialidad en Anestesiología. - Especialidad en Cirugía. - Especialidad en Ginecología y Obstetricia. - Especialidad en Medicina Familiar. - Especialidad en Medicina Interna. - Especialidad en Neonatología. | - Especialidad en Pediatría. - Especialidad en Psiquiatría. - Especialidad en Radiología e Imagenología. - Especialidad en Epidemiología. - Especialidad en Medicina del Enfermo en Estado Crítico. | - Especialidad en Medicina de Rehabilitación. - Especialidad en Ortopedia. - Especialidad en Urgencias Medicoquirúrgicas. - Especialidad en Urología. - Especialidad en Oftalmología. |

## Galería

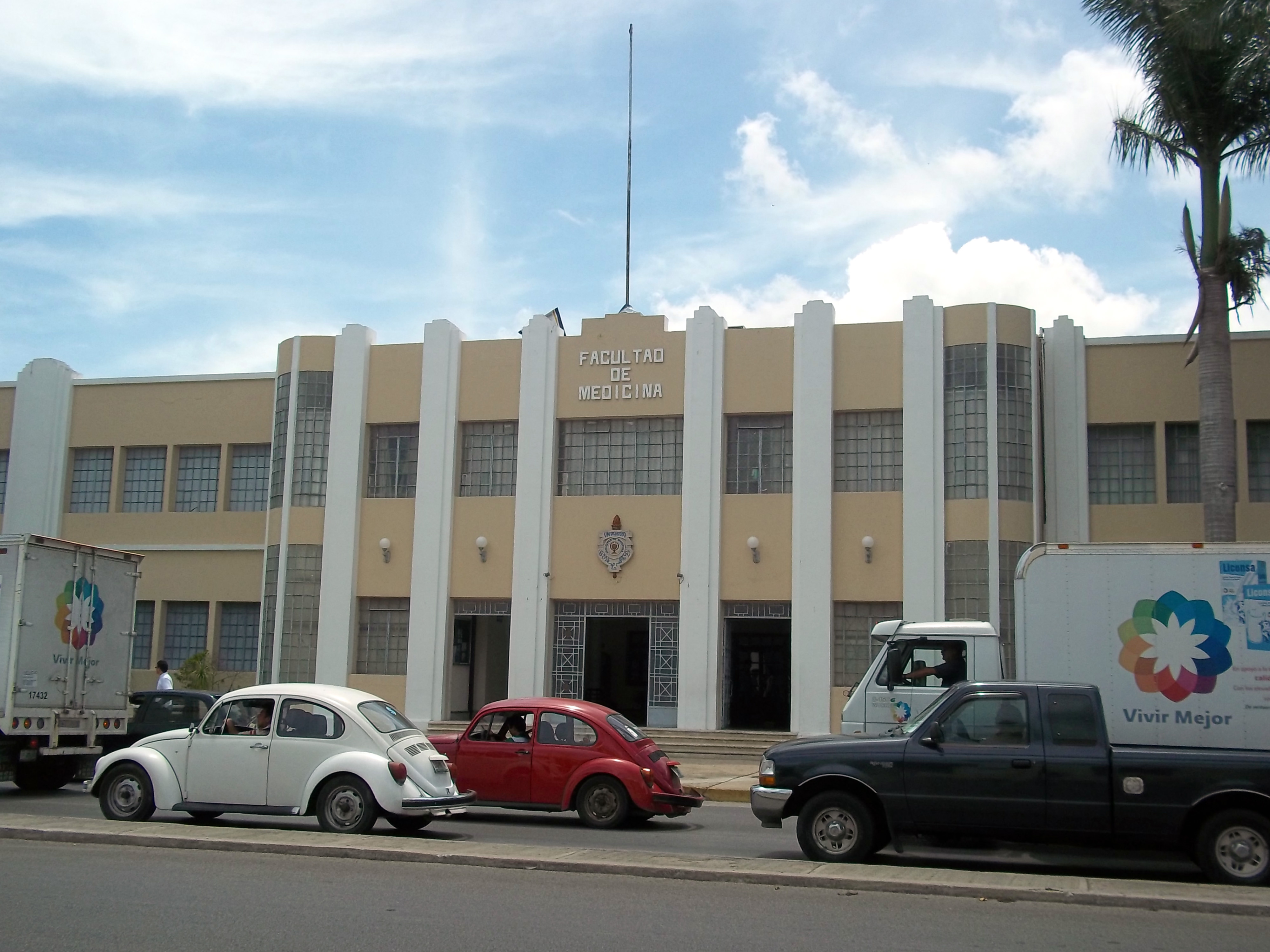